# Взрыв на молочной ферме в Техасе (2023)
Взрыв на молочной ферме Саут-Форк в Диммитте (штат Техас) произошёл 10 апреля 2023 года. В результате взрыва и последующего сильного пожара погибло около 18 тысяч коров и был ранен один человек. Взрыв стал одним из самых смертоносных пожаров с участием животных и самым смертоносным пожаром с участием крупного рогатого скота как минимум за десятилетие.

## Взрыв и пожар на ферме
Молочная ферма Саут-Форк (South Fork Dairy Farm) — предприятие по производству молочных продуктов в Диммитте, расположенное в округе Кастро. По данным Министерства сельского хозяйства США, округ является вторым по величине производителем молочной продукции в Соединённых Штатах: в феврале 2023 года было произведено 67 тыс т молочных продуктов. Объект занимает площадь более 200 тысяч м².
Непосредственно перед взрывом на объекте содержалось 19 тысяч голов крупного рогатого скота.
10 апреля, примерно в 19:30 по местному времени (UTC−6:00) на ферме произошёл взрыв. Он вызвал сильный пожар, который быстро распространился по территории загонов. Тысячи голов скота находились в загонах в тесных условиях; в результате подавляющее большинство из них погибло. Сильно пострадала одна работница фермы, её быстро госпитализировали.
В результате взрыва и последующего пожара погибло около 18 тысяч голов крупного рогатого скота, что эквивалентно примерно 20 % скота, забиваемого в США в обычный день. Погибло почти 3 % поголовья молочного скота в Техасе. Одна корова стоила около $2000, поэтому ущерб может исчисляться десятками миллионов долларов.
Расследование установило, что пожар произошёл в результате несчастного случая и начался с возгорания двигателя сельскохозяйственного оборудования, которое использовалось для уборки сарая. Причиной случившегося мог стать загоревшийся метан.